# 刘学厚
刘学厚，四川广安州人，清朝政治人物。进士出身。
嘉慶十九年（1814年）甲戌科进士。道光十年（1830年）接替李嘉祥任邵武府知府一职，道光十八年（1838年）由陈凤翰接任。